# Musée des familles

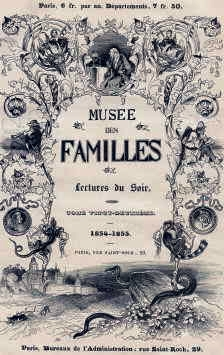
Ausgabe 1854–55 der Zeitschrift Musée des familles

Musée des familles („Familienmuseum“) war eine illustrierte französische Literaturzeitschrift, die von 1833 bis 1900 in Paris erschien.
Die Zeitschrift trug den Untertitel „Lectures du soir“ („Abendlektüre“). Gegründet wurde sie von Émile de Girardin. Zu den Autoren der Zeitschrift gehörten Honoré de Balzac, Alexandre Dumas, Théophile Gautier, Victor Hugo, Alphonse de Lamartine, Eugène Sue und Jules Verne.
Jules Verne verfasste viele Beiträge für die Zeitschrift. Beispielsweise war er von Nadar zu dem 1863 erschienenen Buch Fünf Wochen im Ballon (Cinq semaines en ballon) inspiriert worden. Der sich seit 1858 für die Luftfahrt begeisternde Nadar hatte 1863 zusammen mit Gabriel de La Landelle die Société d’encouragement pour la locomotion aérienne au moyen d’appareils plus lourds que l’air (dt. etwa: Gesellschaft zur Förderung der Fortbewegung in der Luft mit Hilfe von Maschinen, die schwerer als Luft sind) gegründet und mit dem Bau eines riesigen Ballons begonnen, der den treffenden Namen Le Géant erhielt (über 40 Meter hoch, konnte er 6000 m³ Gas fassen). Am 4. Oktober 1863 fand der erste Flug von Le Géant in Paris statt, mit 13 Personen an Bord, darunter Jules Verne. À propos du Géant wurde 1863 geschrieben und erschien im Dezember desselben Jahres im Musée des familles.